# Agenzia di rating
Un'agenzia di rating o agenzia di valutazione è una società che assegna un giudizio o valutazione (rating) riguardante la solidità e la solvibilità di una società emittente titoli sul mercato finanziario.
I "rating" sono dei voti su una scala predeterminata, generalmente espressa in termini di lettere e/o altri simboli. Esistono molte agenzie di rating, ma le più conosciute e influenti sono la Standard & Poor's, Moody's Investor Service e Fitch Ratings, tutte e tre società partecipate da grandi multinazionali. Queste imprese sorgono per aiutare ad affrontare i problemi di asimmetria informativa presenti sul mercato al fine di aumentarne l'efficienza a livello globale fornendo informazioni utili d'investimento.
Gli investitori presenti sui mercati si affidano infatti ai giudizi emessi dalle agenzie di rating per decidere quali titoli comprare e in che misura, a seconda della predisposizione al rischio dei soggetti investitori.

## Vigilanza
La vigilanza sulle agenzie di rating è affidata all'autorità competente dello Stato membro di origine (per esempio, in Italia la Consob), in collaborazione con le autorità competenti degli altri Stati membri interessati, avvalendosi del collegio competente e coinvolgendo opportunamente l'Autorità europea degli strumenti finanziari e dei mercati (ESMA).
Nel luglio 2011, all'inizio della crisi dei debiti sovrani, la Consob ha convocato i rappresentanti delle agenzia di rating Standard & Poor's Italia e Moody's Italia per chiedere delucidazioni su un report diffuso dalle agenzie lo scorso primo luglio sulla manovra correttiva varata dal governo di Silvio Berlusconi.

## Critiche
Le agenzie di rating sono state criticate dagli analisti finanziari per la non piena affidabilità delle loro analisi di rating in quanto organizzazioni private non esenti da conflitti di interessi col resto del mercato. La recente crisi finanziaria ha riacceso il dibattito sulla regolamentazione delle agenzie di rating. Infatti è ormai opinione diffusa che le agenzie abbiano contribuito alla crisi assegnando rating troppo alti alle obbligazioni garantite da mutui subprime nel 2008 in America,  cui si aggiungono ad esempio l'analisi di rating positiva fornita nei confronti dell'istituto di credito Lehman Brothers appena una settimana prima del suo fallimento oppure di Parmalat poco prima del suo crack finanziario.
Il 12 novembre 2008, la Commissione europea ha pubblicato una “draft regulation” per le agenzie di rating.  La proposta è stata approvata il 23 aprile 2009 dal Parlamento europeo e il 27 luglio dal Consiglio. La versione finale è applicabile dal 7 dicembre e gli Stati membri hanno avuto sei mesi di tempo per adottare le misure attuative.
D'altro canto altri analisti fanno notare che eventuali agenzie di rating governative sarebbero presumibilmente altrettanto inaffidabili in quanto dirette interessate a non essere pienamente trasparenti e obiettive. Le stesse agenzie si difendono dalla accuse/critiche sottolineando l'approvazione/soddisfazione degli enti finanziari coinvolti nel giudizio quando il rating emesso aumenta, ma il malumore/disapprovazione quando questo invece diminuisce.
Da notare tuttavia che la disciplina delle agenzie di rating negli ultimi tempi ha fatto importanti passi avanti, che non devono essere sottovalutati.
. Leggendo i regolamenti comunitari infatti, gli orientamenti dell'Esma, l'Autorità europea che vigila sui mercati finanziari, e il Dodd-Frank's Act statunitense, emergono importanti passi avanti sul terreno della prevenzione dei conflitti di interessi, di una governance più autonoma, di una verifica delle procedure di valutazione e anche di una disciplina dei limiti di accesso maggiormente favorevole ai nuovi entranti, per i ben noti e ancora irrisolti problemi di concorrenza del settore.
Lo stesso presidente della BCE, Mario Draghi, ha recentemente affermato come "bisognerebbe imparare a vivere senza le agenzie di rating o quanto meno imparare a fare meno affidamento sui loro giudizi".
Il 13 febbraio 2012, l'agenzia di Rating Moody's ha declassato gran parte dei paesi europei, in particolare il debito dell'Italia è stato declassato da A2 ad A3, con outlook negativo, suscitando critiche nell'ambiente economico. e dello stesso governo italiano.

### Conflitti di interesse
La crisi finanziaria americana dai mutui subprime del 2008 ha messo in luce i molti problemi associati alle Agenzie di Rating, sia in termini di incentivi sia nello svolgimento della loro attività.
Innanzitutto, esiste un chiaro problema di incompatibilità negli incentivi: se da un lato la società emittente il titolo paga per il rating e può cercare di ottenere il miglior rating possibile, dall'altro lato l'agenzia può essere incline a ricompensarlo per essere stata scelta in termini di rating più elevato del previsto.
Esiste inoltre un evidente conflitto di interesse riguardante i consigli sugli investimenti finanziari strutturali: un'agenzia infatti può in un primo momento dare consigli all'emittente su come la costruzione di un titolo dovrebbe ripercuotersi sul rating del titolo stesso e, in seguito, pubblicare un rating che conferma i propri consigli, guadagnandoci addirittura due onorari. Stime recenti affermano che il 44 per cento dei guadagni di Moody's, una delle più importanti società di rating nel 2006 è arrivato dalle sue attività nella finanza strutturata.
Un altro profilo di criticità riguarda gli azionisti che controllano le agenzie (in genere fondi, banche d'affari e grandi operatori della finanza).

### Inchiesta
In Italia nel 2012, nell'ambito della grande recessione, è stata aperta un'inchiesta da parte del pm della Procura della Repubblica di Trani Michele Ruggiero per valutare l'affidabilità e l'oggettività delle valutazioni da parte delle agenzie di rating sotto l'ipotesi di reato di aggiotaggio, turbativa e manipolazione di mercato e abuso di informazioni privilegiate. In caso di errori di valutazione o di opinioni tendenziose, false e volte alla manipolazione di mercato è previsto un risarcimento.
In particolare tra le prime conclusioni dell'inchiesta si contesta all'agenzia americana Standard & Poor's, in merito al declassamento delle banche italiane, di aver posto in essere "una serie di artifici concretamente idonei a provocare una destabilizzazione dell'immagine, prestigio e affidamento creditizio dell'Italia sui mercati finanziari" a causa anche di "analisti (non identificati) inesperti e incompetenti" a mezzo di comunicazioni ai mercati fatte "in maniera selettiva e mirata in relazione al momento di maggiore criticità della situazione politica economica italiana cagionando alla Repubblica Italiana un danno patrimoniale di rilevantissima gravità".
Il 30 marzo 2017, il Tribunale di Trani ha assolto i cinque, tra analisti e manager di Standard & Poor’s, accusati dalla procura di manipolazione del mercato. Nell'occasione l'agenzia ha emesso il seguente comunicato: “La decisione di oggi conferma in modo inequivocabile come in tutti questi anni la società sia stata oggetto di illazioni fantasiose. Finalmente è stata resa giustizia alla società e a ognuna delle persone che quotidianamente lavorano con onestà e competenza professionale. Abbiamo sempre riposto tutta la nostra fiducia nella correttezza delle nostre azioni e nella capacità dei giudici che hanno dissolto ogni dubbio sull’integrità e sulla qualità del nostro lavoro”.

## Agenzie
- A. M. Best
- Baycorp Advantage
- Cerved Group
- CRIF Ratings
- Credo line
- Dagong Global
- Dominion Bond Rating Service
- Egan-Jones Rating Company
- / Fitch Ratings (parte del Fitch Group controllato dalla francese Fimalac)
- Japan Credit Rating Agency, Ltd.
- Moody's Investors Service
- Muros Ratings
- Scope Ratings
- Standard & Poor's
- International Non-Profit Credit Rating Agency INCRA
- modeFinance